# 李夬和
李 夬和（イ・クェファ、1961年1月27日- ）は韓国の柔道選手。階級は78kg級。

## 人物
1985年のフランス国際78kg級で優勝した。1987年にはドイツ国際でも優勝を飾った。さらに、エッセンで開催された世界選手権では銅メダルを獲得した。しかしながら、1988年のソウルオリンピックには国内の代表争いに敗れて出場できなかった。

## 主な戦績
- 1985年 - フランス国際　優勝
- 1987年 - ドイツ国際　優勝
- 1987年 - 世界選手権　3位